# 林跳鼠科
林跳鼠科（学名：Zapodidae），是哺乳纲啮齿目跳鼠总科的一科，过去一般被视为跳鼠科（Dipodidae）的一个亚科－林跳鼠亚科（Zapodinae），主要分布于北美洲及青藏高原东部林区。本科目前包含以下三属：
- 林跳鼠属 Eozapus Preble，1899
- 缘木林跳鼠属 Napaeozapus Preble，1899
- 美洲林跳鼠属 Zapus Coues, 1875